# Prentiss
Prentiss é uma cidade  localizada no estado americano de Mississippi, no Condado de Jefferson Davis.

## Demografia
Segundo o censo americano de 2000, a sua população era de 1158 habitantes.
Em 2006, foi estimada uma população de 1053, um decréscimo de 105 (-9.1%).

## Geografia
De acordo com o United States Census Bureau tem uma área de
4,9 km², dos quais 4,9 km² cobertos por terra e 0,0 km² cobertos por água.

## Localidades na vizinhança
O diagrama seguinte representa as localidades num raio de 28 km ao redor de Prentiss.